# Séparation spin-charge
En physique de la matière condensée, la séparation spin-charge est un comportement inhabituel de l'électron qui se produit dans certains matériaux sous certaines conditions. Dans ces situations, la particule élémentaire se divise en trois quasi-particules : le spinon, l'orbiton et le chargeon (ou son antiparticule, le holon). Théoriquement, l'électron est toujours considéré comme un état lié des trois avec le spinon portant le spin, l'orbiton caractérisant l'orbitale atomique et le chargeon portant la charge électrique, mais dans certaines situations, les quasi-particules peuvent être déconfinées (en) et se comporter en particules indépendantes.
Le concept a été appliqué dans l'analyse des atomes ultra-froids (en) (dont la température est proche du zéro absolu). Sous certaines conditions, un gaz de Bose peut produire une grande quantité de séparation spin-charge.

## Fractionalisation
La séparation spin-charge est l'une des manifestations les plus inhabituelles du concept de quasi-particule. Ses propriétés sont contre-intuitives car ni le spinon, avec un spin demi-entier et une charge nulle, ni le chargeon, avec une charge négative et un spin nul, ne peuvent être construits par une combinaison d'électrons, de trous d'électrons, de phonons et de photons, qui sont les constituants du système. Elle est un exemple de la fractionalisation, un phénomène physique où les nombres quantiques des quasi-particules ne sont pas un multiple de ceux des particules élémentaires, mais plutôt une fraction de ces derniers.

## Histoire
La théorie de la séparation spin-charge tire son origine des travaux de Sin-Itiro Tomonaga. En 1950, ce dernier a établi une méthode pour analyser les interactions de systèmes quantiques à une dimension. La méthode est par la suite développée par Joaquin Mazdak Luttinger en 1963. En 1981, F. Duncan M. Haldane généralise le modèle et l'applique au concept de liquide de Luttinger.

## Observation
Des chercheurs de l'université Cambridge et de l'université de Birmingham se sont basés sur les travaux de Haldane pour construire un dispositif permettant de démontrer expérimentalement l'existence de la séparation spin-charge en 2009. Ils ont ainsi confiné une certaine quantité d'électrons dans un espace restreint afin de causer la séparation à l'aide de la répulsion mutuelle entre les particules,. Durant la même période, une équipe de chercheurs de l'Advanced Light Source des Laboratoires nationaux du département de l'Énergie des États-Unis observe la structure spectrale de la séparation spin-charge.